# Bryce Avary (The Rocket Summer)
Pour les articles homonymes, voir Avary.
Bryce Avary est un chanteur américain, né le 31 décembre 1982 à Dallas-Fort Worth (Texas).

## Biographie
Bryce a commencé à donner de petits concerts localement, en tant qu'adolescent à Dallas et Fort Worth. Tandis que les fans d'Avary se développaient, il réalise son premier EP à l'âge de 16 ans en 1999. Distribuant son EP lui-même sous le nom de The Rocket Summer aux boutiques locales, sa musique est apparue sur The Adventure Club de la station radio de KDGE, et est rapidement devenue le groupe local le plus demandée du programme de l'année.
Avec l'intérêt accru pour cette musique des magasins locaux, nationaux et internationaux et de l'EP se vendant dans 5 continents, en 2003 Bryce Avary enregistre et réalise son premier album Calendar Days avec un budget de 15 000 $ sous le label The Militia Group. L'album a reçu de bonnes critiques et a été félicité, car il comprenait des musiques variées (par exemple, une chanson avec un chœur de 6 petites filles de Colleyville, au Texas). L'album s'est bien vendu aux États-Unis et au Japon.
En novembre 2004, il a commencé à travailler avec le producteur Tim o'Heir à Brooklyn pour enregistrer son deuxième album Hello, Good Friend - le titre de l'album venant de la chanson Never Knew - sortie courant 2005. Cet album, résolument plus rock, marque un tournant dans la carrière de The Rocket Summer. Dans celui-ci en effet, les mélodies, les textes et la voix (toujours aussi à l'aise dans les aigües) sont plus matures. Un savant mélange d'airs ravageurs (Destiny) et de douces chansons (Treasures), voilà ce que propose The Rocket Summer dans ce deuxième opus, tout en gardant les mêmes ingrédients qu'auparavant.
En juillet 2007, Bryce sorti un nouvel album Do you feel. On retrouve entre autres sur ce dernier, So much love, le premier single, Bryce a connu le succès avec son single " Do you feel " la première semaine de la sortie de son album il est vendu 15 000 exemplaires, le début du projet est en novembre 2006 et la sortie est le 17 juillet 2007. Sur scène, Bryce offre à ses spectateurs un show incomparable, plein d'énergie.
Dans sa carrière, The Rocket Summer a été en tournée avec Hellogoodbye, Relient K et Maxeen.
Le 14 novembre 2006 voit sortir une ré-édition de l'EP de The Rocket Summer, intitulé pour l'occasion The Early Years.
Le 5 juin 2012, il sort son album Life will write the world.
Le 14 septembre 2012, il sort son clip 200 000.
Le 6 novembre 2012, son clip Just For Moment Forget Who Are est disponible sur sa chaine youtube "RocketSummerChannel"
Le 18 juin 2013, Underrated est disponible sur sa chaîne "Youtube"

## Vie privée
En janvier 2005, Bryce Avary épousa sa petite amie de longue date, Tara.

## Instruments
Bryce Avary utilise une "Epiphone les paul black beauty", une "Gibson sg" , une "Fender stratocaster", une "Gibson Es", une "Gibson les paul".

## Discographie
- The Rocket Summer (EP) (2000)
- Calendar Days (2003)
- Hello, Good Friend (2005)
- The Early Years EP (2006)
- Do You Feel (2007)
- Of Men and Angels (2010)
- Bryce Avary, His Instruments and Your Voices (2011) (compilation acoustique live)
- Life Will Write The Words (2012)
- Christmas madness (2013)
- Zoetic (2016)